# Leila Cássia Silva
Leila Cássia dos Santos Silva (São Paulo, 23 de outubro de 1996) é uma jogadora de rugby sevens brasileira. Ela cresceu na favela de Paraisópolis, na Zona Sul de São Paulo.
A atleta representou o Brasil nos Jogos Olímpicos de Tóquio 2020, onde a seleção brasileira terminou na 11.ª colocação. Também representou o Brasil na Copa do Mundo de Rugby Sevens de 2022, realizada na Cidade do Cabo, na África do Sul, ficando em décimo primeiro lugar geral.